# Matchbook
Albums de Gary Burton
Ring
(1974) Dreams So Real
(1975)
Matchbook est un album du vibraphoniste de jazz américain Gary Burton enregistré en 1974 et commercialisé en 1975.

## Liste des titres
| No | Titre                | Musique        | Durée |
| -- | -------------------- | -------------- | ----- |
| 1. | Drifting Petals      | Ralph Towner   | 5:19  |
| 2. | Some Other Time      | Adolph Green   | 6:16  |
| 3. | Brotherhood          | Gary Burton    | 1:12  |
| 4. | Icarus               | Ralph Towner   | 5:53  |
| 5. | Song For a Friend    | Ralph Towner   | 5:10  |
| 6. | Matchbook            | Ralph Towner   | 4:34  |
| 7. | 1 X 6                | Ralph Towner   | 0:56  |
| 8. | Aurora               | Ralph Towner   | 5:11  |
| 9. | Goodbye Pork Pie Hat | Charles Mingus | 4:22  |

## Musiciens
- Gary Burton – vibraphone
- Ralph Towner - guitare